# ブローニー

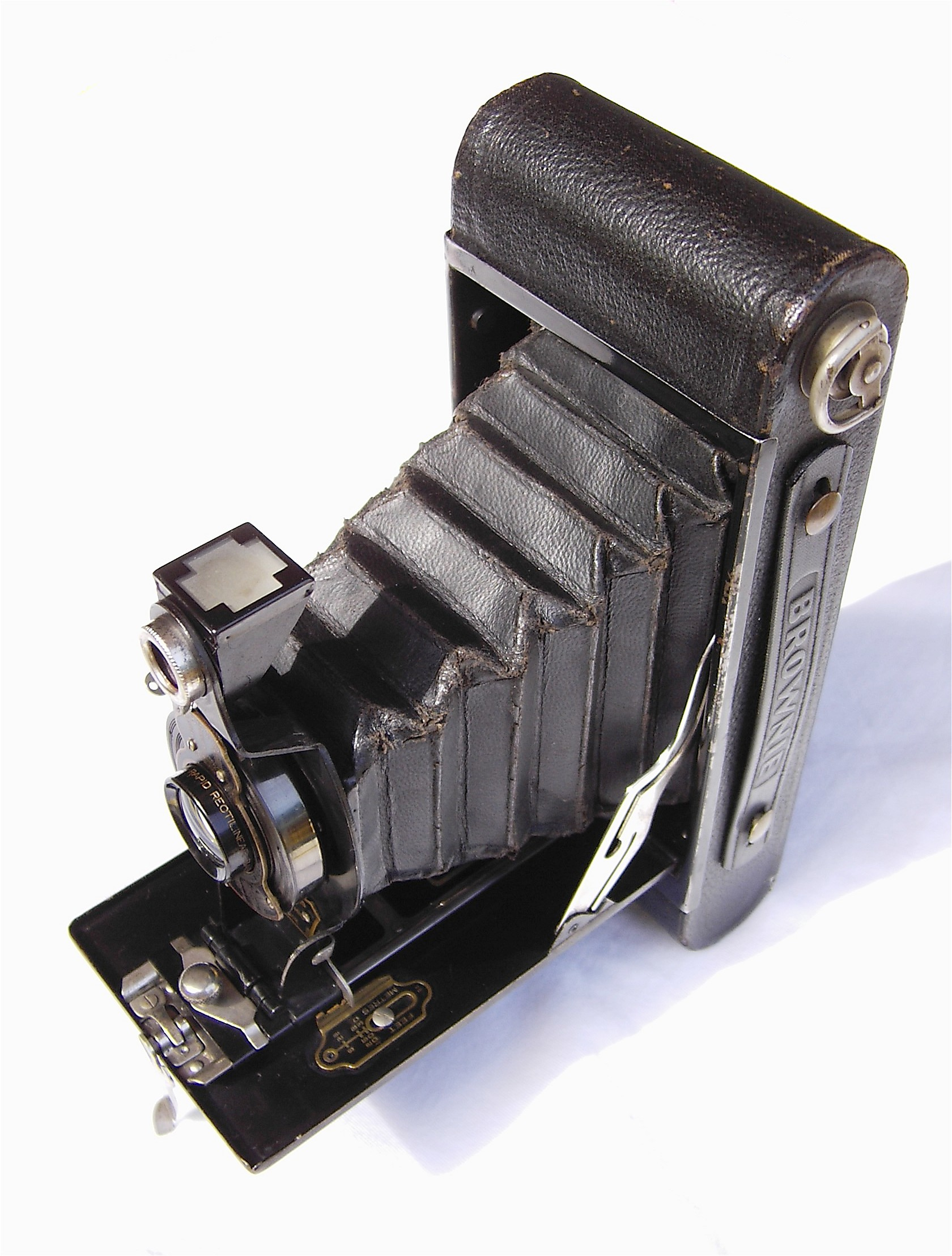
No.2Aフォールディングオートグラフィックブローニー

ブローニー（英語: Brownie ）は、コダックが製造販売したカメラのブランド、製品のシリーズである。ロールフィルムを用い、形式にはボックスカメラとフォールディングカメラがある。
最初の「ブローニー写真機」は、1900年（明治33年）に発売されたブローニーカメラであり、画面サイズ「6×6cm判」の「117フィルム」を使用する。現代日本で「ブローニー」の語は120フィルムおよび220フィルムやそのサイズ（いわゆる中判）を指す通称となっているが、これは国際的には通用しない和製英語である。なお発音はブラウニー（en:wikt:Brownie）。
当時カメラとフィルムを作っていたコダックは、同名の小人のキャラクター「ブラウニー」を用いてコマーシャル活動をしていた（en:The Brownies#Merchandising）。ブローニーブランドを使ったカメラは全部で58種類ある。
使用フィルムは、コダック式ロールフィルム番号順に「116フィルム」「117フィルム」「120フィルム」「122フィルム」「124フィルム」「127フィルム」「616フィルム」「620フィルム」である。

## 製品

### 116フィルム使用カメラ
- No.2Aフォールディングポケットブローニー（1910年発売）
- No.2Aフォールディングオートグラフィックブローニー（1915年発売） - フォールディングカメラ。
- No.2Aブローニー - ボックスカメラ。
- No.2Aブローニースペシャル

### 117フィルム使用カメラ
- ブローニーカメラ/No.1ブローニー（1900年発売[1]） - 最初に「ブローニー」ブランドで発売されたカメラ[1]。設計者はF・A・ブローネル[1]。将来の顧客として子どもを狙い、1ドルという安価な価格を設定し、当時子どもに人気が絶大だった漫画の主人公の名前をつけ、広告宣伝にも起用した[1]。6×6cm判[1]。木で補強した厚紙製人造革張りのボックスカメラ[1]。レンズは105mmF17単玉固定焦点[1]。ロータリーシャッターT、I。ファインダーは付属せず25セントで別売りであった[1]。業界への影響は大きく、1902年頃からイギリスで同様のボックスカメラが現れ出した[1]。No.2ブローニー発売後はNo.1ブローニーとして区別した[1]。

### 120フィルム使用カメラ

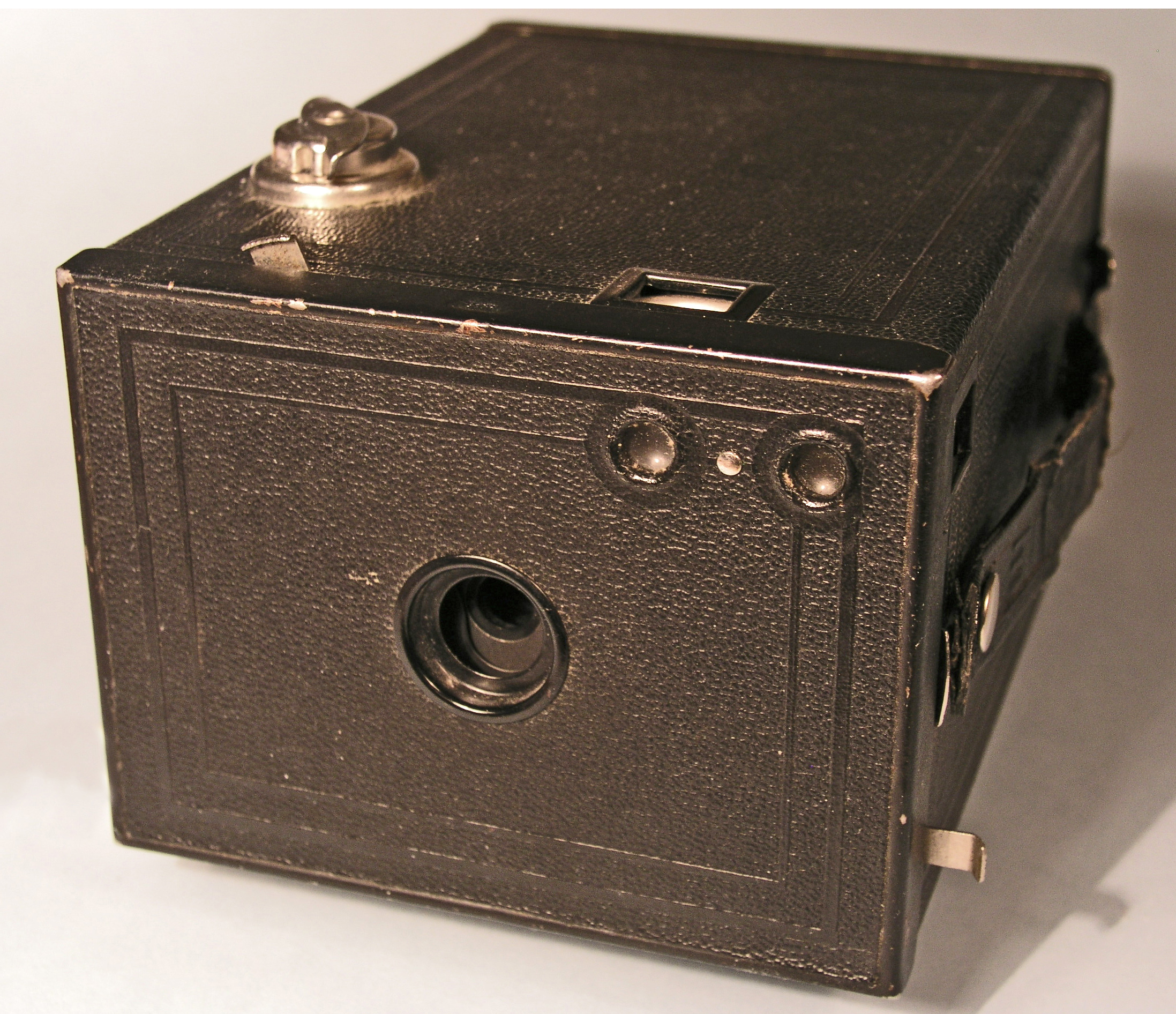
No.2ブローニー

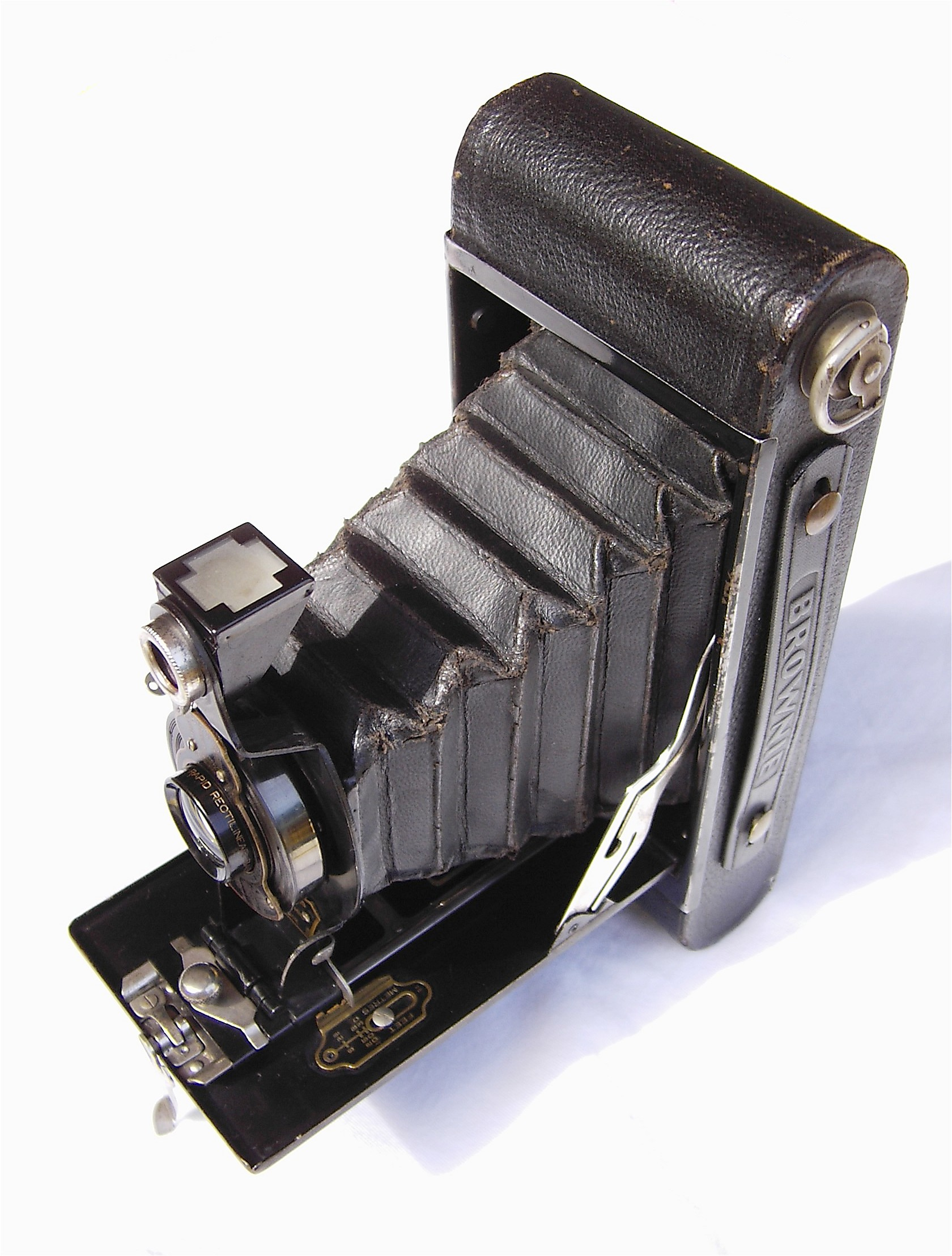
No.2Aフォールディングオートグラフィックブローニー

- No.2ブローニー（1901年発売[1]） - 何の変哲もないボックスカメラ[1]。レンズはメニスカス単玉[1]。6×9cm判[1]。120フィルムはこのカメラとともに生まれた[1]。
- ブローニーボーイスカウト
- ポートレートブローニーNo.2
- No.2ブローニージュニア
- No.2ブローニースペシャル
- No.2フォールディングオートグラフィックブローニー
- No.2Aフォールディングオートグラフィックブローニー
- ブローニージュニア120 - ボックスカメラ

### 122フィルム使用カメラ
- No.3Aフォールディングブローニー

### 124フィルム使用カメラ
- No.3AフォールディングブローニーモデルA

### 127フィルム使用カメラ
- ベビーブローニー
- ベビーブローニースペシャル
- ブローニー127
- ブローニーフィエスタ
- ブローニーホリディ
- ブローニーレフレックス
- ブローニースターフレックス
- ブローニースーパー27

### 616フィルム使用カメラ
- ブローニージュニア（Brownie Junior ）
- ブローニーターゲットシックス-20（Brownie Target Six-16 ）
- ブローニースペシャルシックス-20（Brownie Special Six-16 ）

### 620フィルム使用カメラ
- ブローニーブルズアイ
- ブローニーフラッシュB
- ブローニーフラッシュII
- ブローニーフラッシュIII
- ブローニーフラッシュIV

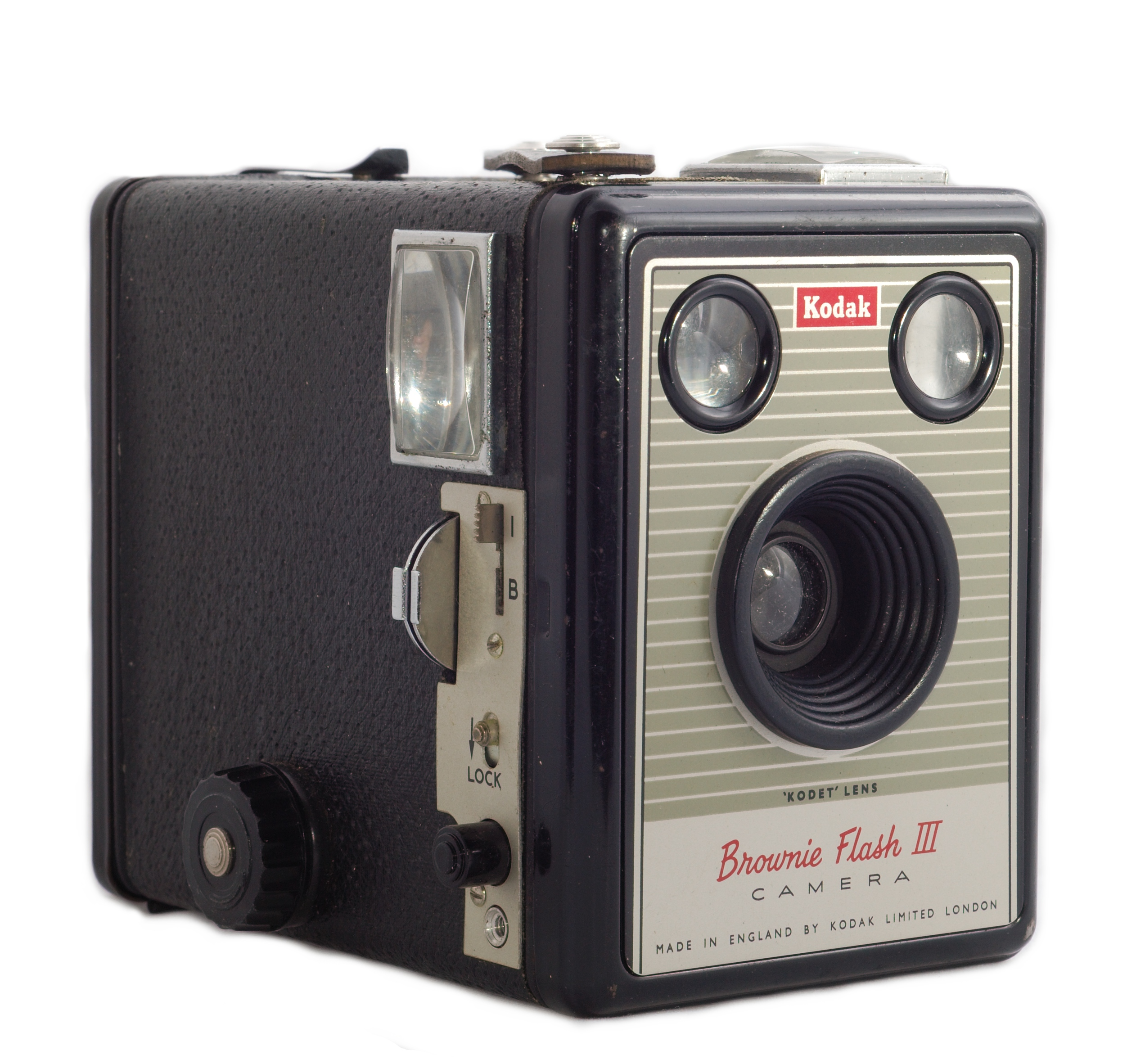
Brownie Flash III.

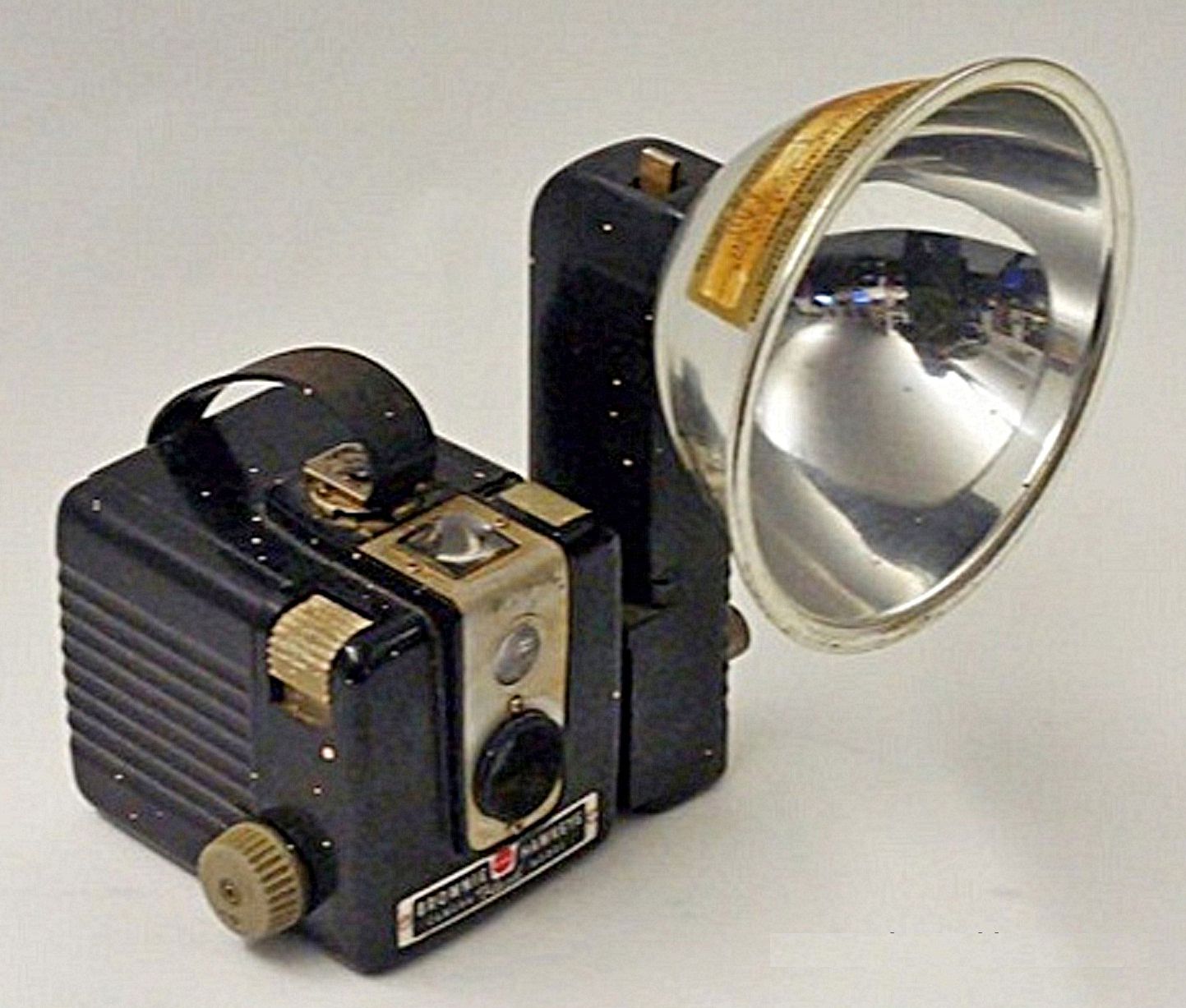
Hawkeye Brownie Flash Model (Sept 1950 - July 1961)

- ブローニーホークアイ（Brownie Hawkeye ）
- ブローニーモデルI
- ブローニーターゲットシックス-20（Brownie Target Six-20 ）
- ブローニーツイン20
- ポピュラーブローニー
- ポピュラーポートレートブローニー
- シックス-20ブローニー（Six-20 Brownie ）
- シックス-20ブローニーC（Six-20 Brownie C ）
- シックス-20ブローニーD（Six-20 Brownie D ）
- シックス-20ブローニーE（Six-20 Brownie E ）
- シックス-20ブローニーF（Six-20 Brownie F ）
- シックス-20ボーイスカウトブローニー（Six-20 Boy Scout Brownie ）
- シックス-20ブローニージュニア（Six-20 Brownie Junior ）
- シックス-20ブローニージュニアポートレート（Six-20 Brownie Junior Portrait ）
- シックス-20ブローニージュニアスーパー（Six-20 Brownie Junior Super ）
- シックス-20フラッシュブローニー（Six-20 Flash Brownie ）
- シックス-20ポピュラーブローニー（Six-20 Popular Brownie ）
- シックス-20ポートレートブローニー（Six-20 Portrait Brownie ）